# Dicastero per la cultura e l'educazione
Il Dicastero per cultura e l'educazione (in latino Dicasterium de cultura et educatione) è uno dei 16 dicasteri della Curia romana.

## Storia
Il dicastero è stato creato con la costituzione apostolica Praedicate evangelium, promulgata il 19 marzo 2022 da papa Francesco, grazie all'accorpamento di due dicasteri soppressi: il Pontificio consiglio della cultura e la Congregazione per l'educazione cattolica.

## Funzioni
L'ambito di competenza del dicastero è definito dagli articoli 153-162 della Praedicate evangelium.
Il dicastero è costituito da due sezioni:
- la sezione per la cultura,
- la sezione per l'educazione.

Spetta inoltre al dicastero il coordinamento delle seguenti accademie pontificie: l'accademia dei Virtuosi al Pantheon, la pontificia accademia romana di archeologia, la pontificia accademia di teologia, la pontificia accademia di San Tommaso d'Aquino, la pontificia accademia mariana internazionale, la pontificia accademia Cultorum martyrum e la pontificia accademia di latinità.

## Cronotassi

### Prefetti
- Cardinale José Tolentino de Mendonça, dal 26 settembre 2022

### Segretari
- Arcivescovo Carlo Maria Polvani, dal 12 gennaio 2025

### Segretari della sezione per la cultura
- Vescovo Paul Desmond Tighe, dal 5 giugno 2022

### Segretari della sezione per l'educazione
- Arcivescovo Giovanni Cesare Pagazzi (26 settembre 2022 - 28 marzo 2025 nominato archivista e bibliotecario di Santa Romana Chiesa)

### Sottosegretari
- Monsignore Melchor José Sanchez de Toca y Alameda (5 giugno 2022 - 14 giugno 2023 nominato relatore del Dicastero delle cause dei santi)
- Prof.ssa Antonella Sciarrone Alibrandi (25 novembre 2022 - 14 novembre 2023 nominata giudice della Corte costituzionale della Repubblica Italiana)
- Presbitero Antonio Spadaro, S.I, dal 14 settembre 2023[7]
- Monsignore Matthias Ambros, dal 31 gennaio 2024
- Monsignore Carlo Maria Polvani (18 giugno 2024 - 12 gennaio 2025 nominato segretario del medesimo dicastero)

### Sottosegretari aggiunti
- Monsignore Carlo Maria Polvani (5 giugno 2022 - 18 giugno 2024 nominato sottosegretario del medesimo dicastero)